# Martin Maximilian von der Goltz

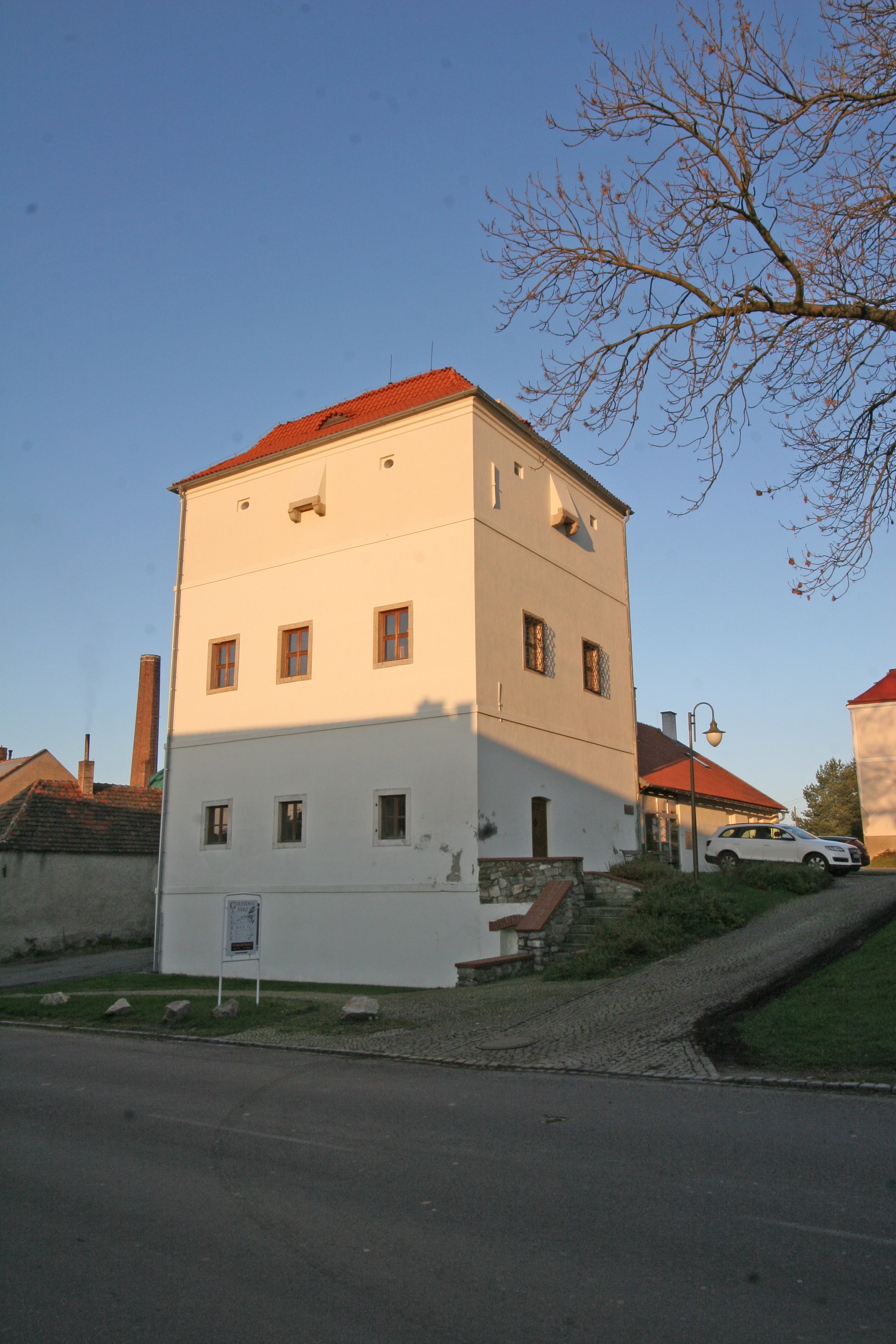
Goltz-Feste in Golčův Jeníkov

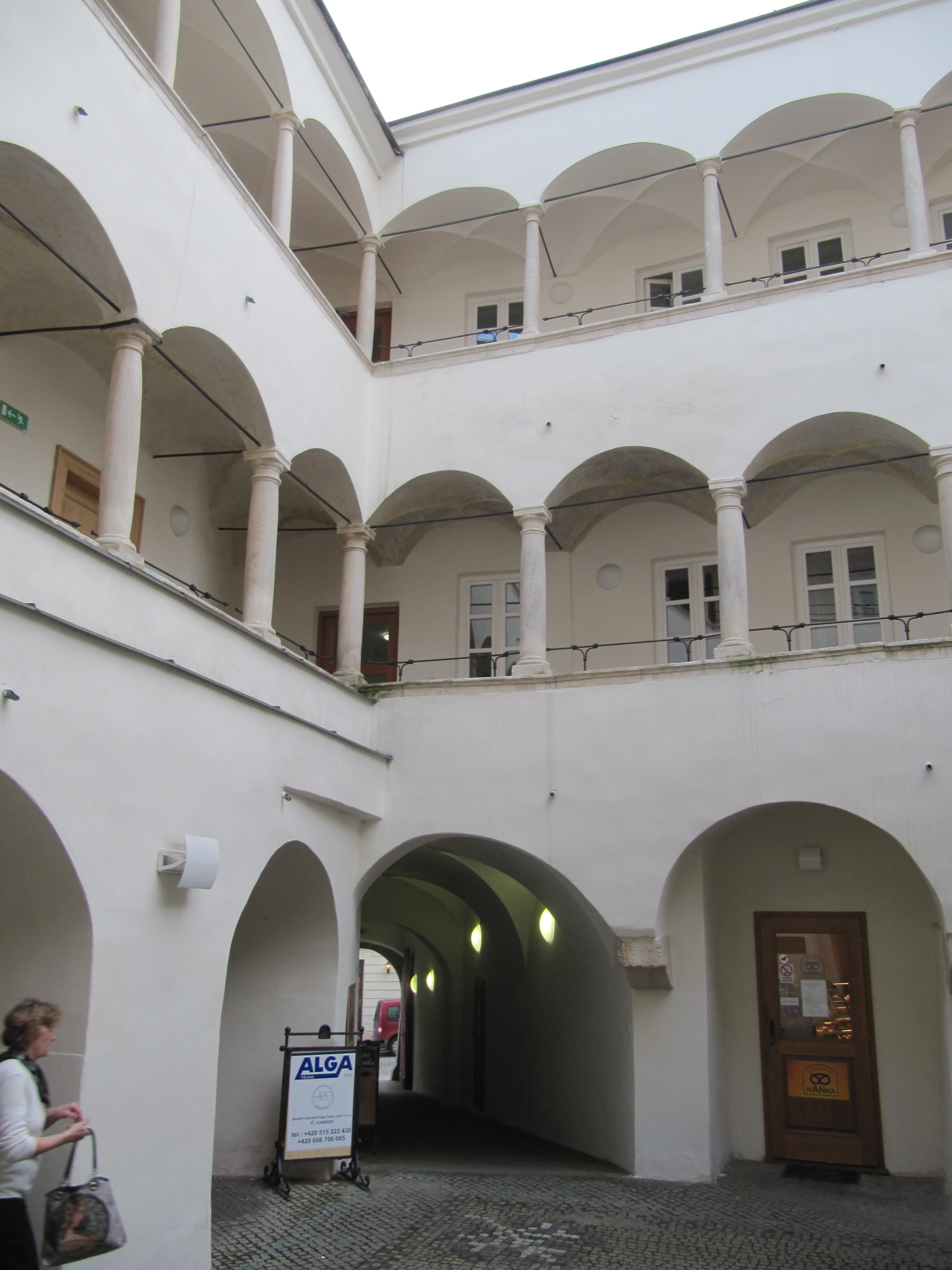
Goltz-Palais in Znaim, heute Neues Rathaus

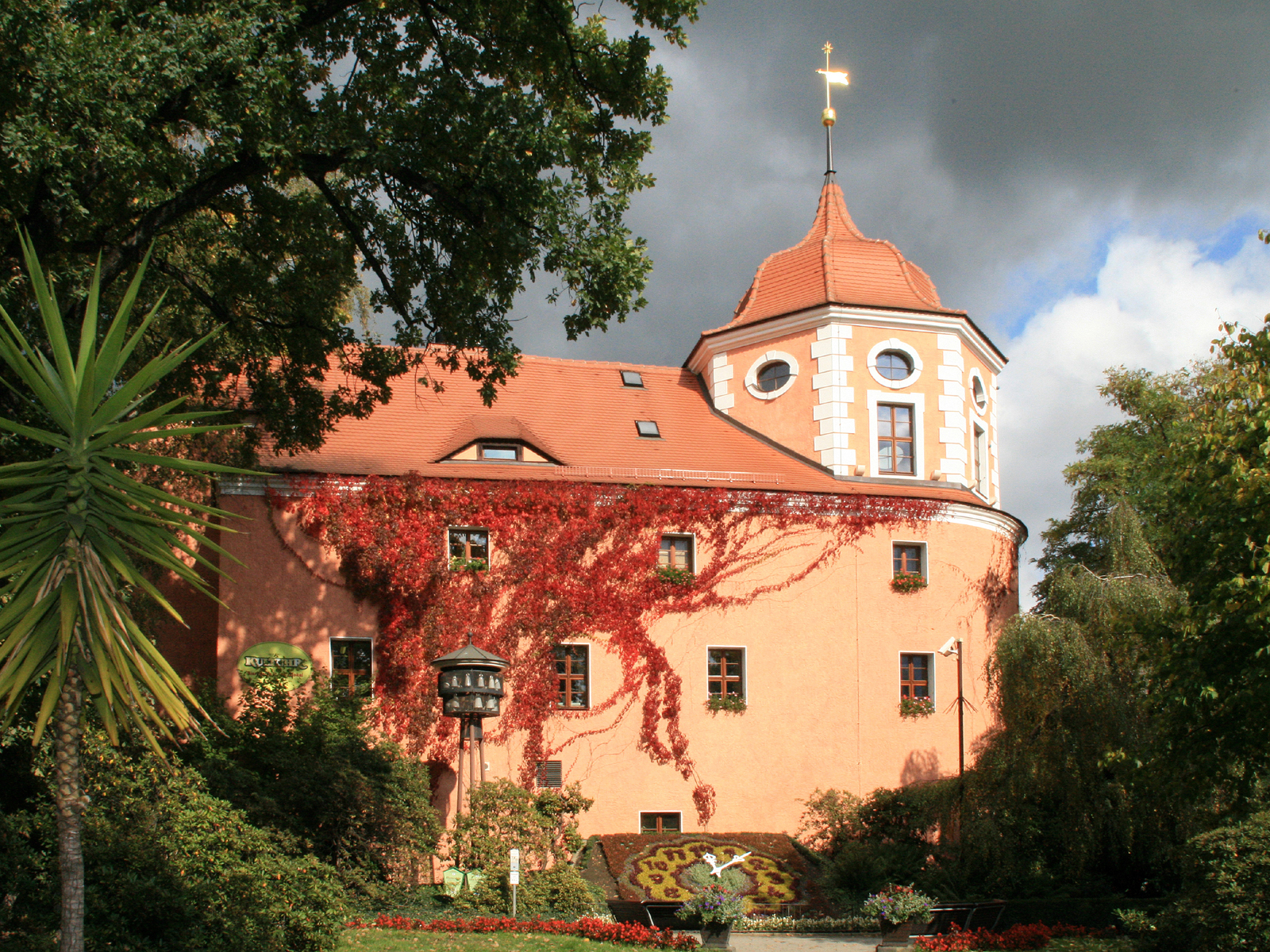
Fleischerbastei in Zittau, sie ging wahrscheinlich aus der Goltzburg hervor

Martin Maximilian von der Goltz, tschechisch Martin Maxmilián z Golče (* um 1593 in Pommern; † 10. Mai 1653 in Jeníkov), war ein kaiserlicher Obrist, Generalfeldzeugmeister und Festungsbauspezialist im Dreißigjährigen Krieg sowie Kommandant von Rostock, Einbeck, Zittau, Bautzen und Regensburg. Besondere Bekanntheit erlangte er 1634 im Zusammenhang mit dem Stadtbrand von Bautzen sowie durch ein Duell in Prag, bei dem er 1647 Wolf Adam von Pappenheim, den einzigen Sohn des Feldmarschalls Pappenheim, erschoss, wodurch die Treuchtlinger Linie der Grafen von Pappenheim erlosch. Nach ihm ist die tschechische Stadt Golčův Jeníkov benannt.

## Leben
Er entstammte der pommerschen Linie des Adelsgeschlechts Von der Goltz und war der einzige Sohn von Johann Martin von der Goltz († 1626), Erbherr auf Brotzen, Heinrichsdorf und Klausdorf, und dessen erster Frau Ilse, geborene von Güntersberg. Er wuchs in einer protestantischen Familie auf.
Es wird angenommen, dass von der Goltz bereits in der Jugend unter dem Einfluss des Croner Pfarrers Librarius zum Katholizismus übertrat. Von der Goltz verließ sein Elternhaus früh und schloss sich dem Passauer Kriegsvolk an, mit dem er 1611 nach Böhmen gelangte. Danach lebte er vermutlich eine Zeit lang in Znaim bei seinen Onkeln Günther und Reinhard von der Goltz, die nach dem Ausbruch des Ständeaufstandes 1618 als Obristen im mährischen Ständeheer dienten. Martin Maximilian von der Goltz trat dagegen als Kornet im Arkebusierregiment des Obristen Hans von Mollard in kaiserliche Dienste und kämpfte 1620 in der Schlacht am Weißen Berg gegen die Stände. Danach trat er als Lieutenant in das Arkebusierregiment von Pietro Aldobrandini ein und kämpfte in Ungarn gegen Gabriel Bethlen. Als das Regiment nach dem Frieden von Nikolsburg Ende 1622 aufgelöst wurde, war er in den Rang eines Obrist-Wachtmeisters aufgestiegen.
Danach kehrte von der Goltz nach Mähren zurück und übernahm das Znaimer Palais seiner Onkel. Um 1624 trat er in das Regiment des Obristen Heinrich von Schlik ein und kämpfte in Schlesien und Holland. Als nach der Verlegung des Regiments in das Herzogtum Jülich-Berg die Versorgung der Mannschaft und der Pferde zusammengebrochen war, überwarf sich von der Goltz mit Schlik und trat eigenmächtig zum Regiment Juliani über, in dem er den Rang eines Obristlieutenants und Regimentskommandanten erhielt. Die von Schlik bei Wallenstein wegen dieses Verhaltens geführte Beschwerde blieb erfolglos. Während des Dänisch-niedersächsischen Krieges berichtete von der Goltz Melchior von Hatzfeldt Ende 1628 aus Aarhus über die Geschehnisse im Norden Europas. Nach der Besetzung Rostocks durch das Regiment des Obristen Heinrich Ludwig von Hatzfeld im Jahre 1629 war von der Goltz in der Hansestadt stationiert. Nach dem Mord an Hatzfeld am 1. Februar 1631 durch Jakob Varmeier übernahm von der Goltz dessen Amt als Stadtkommandant und wurde zudem zum Obristen befördert. Die Witwe Hatzfelds, Maria Magdalena Juliana, geborene von Obsinnig genannt Roë, wurde zu seiner Lebensgefährtin. Trotz des Ausbaus der Rostocker Stadtbefestigung konnte von der Goltz die Stadt nur bis Oktober 1631 halten. Nach einer einmonatigen Belagerung kapitulierte er und übergab die Stadt schließlich gegen seinen freien Abzug an die Schweden.
Anschließend trat er in das Korps des Generals Pappenheim ein und zog mit seinen Leuten in das hessisch-thüringische Gebiet ab. Unter General Pappenheim kämpfte Goltz 1632 bei der Belagerung und Einnahme von Einbeck; danach verblieb der Obrist mit zwei Teilregimentern als kaiserlicher Kommandant in Einbeck. Am 15. Mai 1632 eroberte er Heiligenstadt und ließ die dort stationierten beiden Reiterkompanien des Herzogs von Sachsen-Weimar niedermetzeln. Ende Mai konnten die Weimarer Truppen unter Graf Löwenstein das Eichsfeld zurückerobern. Im Juni 1632 schlug Goltz bei der Marienburg schwedische Truppen, verlor die Burg aber kurze Zeit später wieder an die Schweden. Am 6. Juli fielen seine Truppen in die Reichsstadt Mühlhausen ein.
Zum Ende des Jahres verlegte von der Goltz seine Truppen nach Süden und übernahm als kaiserlicher Stadtkommandant die Stadt Zittau. Er ließ neue Stadtbefestigungsanlagen errichten und die oberhalb der Stadt gelegene Bautzener Vorstadt abbrechen, um auch dort freies Schussfeld zu haben. Anfang Mai 1633 wurde Goltz zum Oberbefehlshaber über alle kaiserlichen Truppen zwischen Zittau und Leitmeritz ernannt; damit waren ihm auch die Obristen Rudolf von Thun in Leitmeritz und Wenzel Eusebius von Lobkowicz unterstellt. Nach dem Einfall von 15 Kompanien sächsischer Reiter nach Nordböhmen startete von der Goltz eine Diversion und erschien Mitte Juli mit 2000 Reitern vor den Stadtwällen von Dresden. Als durch das einquartierte Militär im Sommer 1633 die Pest in Zittau ausbrach, ließ sich von der Goltz im Böhmischen Zwinger der Stadtbefestigung ein absonderliches Hauß mit bequemen Zimmern, Kellern und Ställen errichten, das die Golzburg genannt wurde. Es wird angenommen, dass es sich bei der Goltzburg um die heutige Fleischerbastei handelt. Im Herbst 1633 wurden ihm auch die kroatischen Reiter unter Obrist Isolani unterstellt und nach Zittau verlegt.
Nach der Einnahme von Bautzen durch Wallenstein setzte dieser von der Goltz im Dezember 1633 als neuen Kommandanten von Bautzen ein; in Zittau blieb eine kleine Besatzung unter dem Obristen Konrad Böhm von Ehrenstein zurück. Nach der Ermordung Wallensteins wurde Wenzel Eusebius von Lobkowicz Anfang 1634 zum Oberbefehlshaber über die Lausitz ernannt. In Bautzen begann von der Goltz mit dem Abriss der Vorstädte und der Verbesserung der Stadtbefestigungen. Als am 2. Mai 1634 das kursächsische Heer unter Johann Georg I. vor Bautzen erschien und die Stadt belagerte, gab von der Goltz den Befehl, die verbliebenen Vorstadthäuser anzuzünden, damit sie den Sachsen keinen Unterschlupf boten. Kurz darauf brach auch in der Bautzner Judengasse ein Feuer aus, das innerhalb von fünf Stunden fast die gesamte Stadt in Schutt und Asche legte. Ob der Stadtbrand durch Funkenflug aus der Vorstadt entstand oder vorsätzlich durch Isolanis plündernde Kroaten gelegt wurde, konnte nicht geklärt werden. Von kaiserlicher Seite wurde der Brand den Vorstadtbewohnern als Racheakt für den Abriss der Häuser unterstellt. Da der Brand auch die Vorräte der kaiserlichen Truppen vernichtet hatte, sah sich von der Goltz zur Kapitulation gezwungen und konnte nur noch unter Abgabe des Schwurs, innerhalb eines halben Jahres nicht gegen Sachsen und seine Verbündeten zu kämpfen, den freien Abzug der Besatzung mit Gepäck und Seitengewehr nach Leitmeritz aushandeln.
Im Juli 1634 wurde das Regiment von der Goltz während der Belagerung der von den Schweden besetzten Stadt Regensburg dem Generalleutnant Gallas unterstellt und in die Oberpfalz verlegt. Nach der Kapitulation von Regensburg wurde von der Goltz durch Kaiser Ferdinand III. zum Stadtkommandanten von Regensburg ernannt und ihm mehrere Regimenter unterstellt. Der Kaiser erhob von der Goltz nach der Schlacht bei Nördlingen am 15. September 1634 mit Wappenbesserung in den Freiherrenstand. Im März 1635 kommandierte Gallas von der Goltz mit 1300 Soldaten zum Entsatz nach Speyer ab; die Truppe kam jedoch nur bis Rheinhausen, weil ein Übersetzen über den Rhein nicht möglich war, und geriet bei der Kapitulation von Speyer in Gefangenschaft.
Im Herbst 1635 wurde von der Goltz mit seinem Regiment in das Veltlin abkommandiert, Anfang 1636 lagerten seine Truppen bei Mühlhausen. Im Mai 1636 erfolgte seine Beförderung zum Generalfeldwachtmeister. Aus dem konfiszierten Vermögen von Jan Rudolf Trčka von Lípa erhielt er im selben Jahr die böhmische Herrschaft Jeníkov als kaiserliches Geschenk und reiste nach Böhmen, um seinen neuen Besitz zu übernehmen.
Im Oktober 1636 kehrte von der Goltz in den Militärdienst zurück. Möglicherweise kämpfte er bereits in der Schlacht bei Wittstock. Ende Oktober nahm er an den Kämpfen bei Ebeleben teil, danach lagerte das Regiment von der Goltz bis März 1637 bei Oschatz. Anschließend erfolgten zwischen Oschatz und Riesa einige zumeist siegreiche Scharmützel mit den Truppen des schwedischen Generals Banér. Im Winter zog von der Goltz mit seinen Truppen nach Vorpommern und konnte am 11. Dezember Schloss Loitz einnehmen. Anschließend belagerte er, verstärkt mit sächsischen Truppen unter Vitzthum von Eckstedt, die Festung Demmin. Nach der überraschenden Kapitulation der finnischen Besatzung konnte von der Goltz die Festung noch vor Weihnachten einnehmen. Auf Grund dieses Erfolgs wurde er am 31. März 1638 zum Feldzeugmeister befördert.
1638 begab sich von der Goltz wieder auf sein Gut Jeníkov, wo er Maria Magdalena verw. von Hatzfeld heiratete und ihr das Gut überschrieb. Im Herbst wurde von der Goltz wieder zum Kriegsdienst einberufen; Kaiser Ferdinand III. übertrug ihm am 1. September 1638 das Kommando über die Truppen in den Oberen Reichskreisen. Wenig später wurde er zusammen mit Feldmarschallleutnant von Breda an den Oberrhein abkommandiert. Unter dem Oberbefehl des Generals von Götzen kämpfte er bei der Verteidigung von Breisach gegen die Franzosen und Truppen Bernhards von Sachsen-Weimar. Nach von Götzens Abberufung wurde von der Goltz zum Oberbefehlshaber ernannt. Er musste die Entsatzversuche für Breisach schließlich wegen des schlechten Truppenzustandes aufgeben.
Nach der Überschreitung der Elbe durch die Truppen des schwedischen Generals Banér ordnete Kaiser Ferdinand III. im Februar 1639 seinem Kommandierenden Gallas die Konzentration der Reiterei an den böhmischen Grenzen an und befahl den Feldzeugmeistern von Fürstenberg und von der Goltz, die Kavallerie aus den fränkischen Quartieren Ansbach, Kulmbach, Henneberg und Nürnberg an einem Ort zusammenzuziehen. Anfang März lagerten die Regimenter von der Goltz und de Grana in Jungbunzlau. Nach den Niederlagen von Ruppertsgrün und Chemnitz befahl der Kaiser dem Feldzeugmeister von der Goltz die Rückführung der Regimenter Tiefenbach, Maximilian von Waldstein und Prösing nach Böhmen, zudem beauftragte er ihn mit der Vertretung des bei der Ruppertsgrüner Affäre gefangen genommenen Feldzeugmeisters von Salis und beorderte ihn nach Prag. Danach wurde von der Goltz nach Schlesien kommandiert, um das weitere Vordringen der Truppen des schwedischen Generalmajors Stallhanß zu unterbinden. Nach dem Abzug des Generals von Mansfeld wurden die in Schlesien verbliebenen kaiserlichen Truppen Ende März 1640 dem Kommando von der Goltz unterstellt. Von der Goltz’ Truppen wurden noch durch die Einheiten des Generals Sperreuth verstärkt. Sie konnten den Schweden die Schlösser Kemnitz und Lüben wieder abnehmen und belagerten mehrmals Hirschberg, das sie Mitte November schließlich trotz eines erfolgreichen schwedischen Entsatzangriffs einnehmen konnten.
Aus gesundheitlichen Gründen schied von der Goltz Ende 1641 aus dem aktiven Kriegsdienst aus. Nachdem er zunächst noch Versorgungsaufgaben für seine nun dem Feldmarschall Franz Albrecht von Sachsen-Lauenburg unterstellten Truppen wahrgenommen hatte, zog er sich im Dezember 1641 mit kaiserlicher Zustimmung auf sein durch die Schweden ruiniertes Gut Jeníkov zurück und lebte ab 1645 zum Teil auch in einem von seiner Frau erworbenen Haus in der Prager Altstadt.
Als 1647 ein erneuter schwedischer Einfall in Böhmen absehbar wurde, lud der Militärgouverneur von Prag Rudolf von Colloredo die Generäle und Obristen am 30. Juni zu einem Essen in sein Palais auf der Prager Kleinseite ein. Von der Goltz, der für direkte Worte bekannt war, äußerte sich dort sehr abschätzig über den abwesenden Generalwachtmeister Claus Dietrich von Sperreuth. Dabei geriet er mit Wolfgang Adam von Pappenheim aneinander. Der Sohn des Generals von Pappenheim beleidigte ihn vor der versammelten Generalität und bedrohte ihn mit seiner Pistole. Schließlich forderte er von der Goltz zum Duell heraus, das ohne Sekundanten am 30. Juni 1647 am Marienwall bei der Prager Burg ausgetragen wurde und für Pappenheim tödlich endete. Colloredo hatte zuvor noch Johann Christoph von Waldstein und Wenzel Čabelický von Soutice an den Marienwall geschickt, um den Kampf zu verhindern. Von der Goltz wurde unter Hausarrest gestellt und am 21. August 1647 durch Ferdinand III. freigesprochen.
Nach der Schlacht bei Zusmarshausen wurde von der Goltz reaktiviert. Als Nachfolger des gefallenen Generals von Holzappel wurde Ottavio Piccolomini mit dem Oberkommando des kaiserlichen Heeres betraut. Bis zu dessen Eintreffen beabsichtigte Hofkriegsratspräsident Heinrich Schlik von der Goltz interimistisch zum Oberkommandierenden zu bestellen; jedoch lehnten sowohl von der Goltz als auch der danach in Vorschlag gebrachte Rudolf von Colloredo dies ab. Anfang Oktober begann von der Goltz in Budweis ein Hilfskorps zur Unterstützung der teilweise von den Schweden besetzten Prager Städte zusammenzustellen. Noch bevor das Korps von 8000 Mann mit General Myslík von Hirschau Prag erreichte, traf in Sázava die Nachricht vom Westfälischen Frieden ein. Von der Goltz blieb danach noch im Militärdienst und erhielt zusammen mit Ernst von Abensperg und Traun Aufgaben zur Regulierung des Abzugs der Schweden.
Nach der Abdankung seines Korps kehrte er im Sommer 1650 nach Jeníkov zurück und ließ das Städtchen unter Einbeziehung von Zábělčice neu aufbauen. Neben der alten Feste Staré opatství in Zábělčice ließ er eine neue Turmfeste als Herrschaftssitz errichten. Zusammen mit seiner Frau betrieb von der Goltz eifrig die Rekatholisierung der utraquistischen Bewohner und holte 1652 einige Jesuiten aus Kuttenberg nach Jeníkov, denen er die Güter Sirákovice und Spytice überließ sowie die Errichtung eines Glockenturms und eine jährliche Zahlung von 1000 Rheinischen Gulden an die Jesuitenresidenz versprach.
Am 10. Mai 1653 starb von der Goltz, der an Podagra und Nierensteinen litt, ohne ein Testament zu hinterlassen. Er wurde, wie vier Jahre später auch seine Witwe, in der Gruft der von ihm errichteten Lorettokapelle in Jeníkov beigesetzt. Die fehlende Regulierung seines Nachlasses, insbesondere die gegenüber den Jesuiten getroffenen Zusagen, führten später zu langwierigen Streitigkeiten zwischen dem Erben der Herrschaft, Johann Dietrich von Ledebur, und den Jesuiten.
Das böhmische Städtchen Goltsch-Jenikau/Golčův Jeníkov wurde um 1720 nach ihm benannt.

## Besitzungen
Von der Goltz erhielt 1636 für seine militärischen Verdienste die Herrschaft Jeníkov mit den zugehörigen 15 Dörfern als kaiserliches Geschenk. 1638 überschrieb er die Herrschaft seiner Frau, die im selben Jahr das Gut Nové Vohančice hinzukaufte. Um 1650 erwarb Maria Magdalena von der Goltz auch das benachbarte Gut Hostačov und schloss es an Jeníkov an.
In Znaim erwarb er während des Krieges das größte Bürgerhaus der Stadt; das Goltz-Palais dient heute als Neues Rathaus. Seine Frau kaufte zudem ein geräumiges Haus in der Prager Altstadt.

## Familie
Martin Maximilian von der Goltz war seit 1638 mit Maria Magdalena Juliana, geborene von Obsinnig genannt Roë, verwitwete von Hatzfeld (1594–1657) verheiratet. Die Tochter des Johann von Obsinnig und der Hermanna von Steprath hatte von ihrem 1631 ermordeten ersten Ehemann Ludwig Heinrich von Hatzfeldt die Herrschaft Klempenow geerbt, verlor diese aber bereits ein Jahr später in Folge der schwedischen Besetzung an Dodo zu Innhausen und Knyphausen. Die Ehe blieb kinderlos. Maria Magdalena von der Goltz zog den verwaisten Sohn ihrer Schwester, Johann Dietrich von Ledebur, auf, der sie später beerbte. Joachim Rüdiger von der Goltz war sein Vetter.